# Đurići, Herceg Novi
Đurići este un sat din comuna Herceg Novi, Muntenegru. Conform datelor de la recensământul din 2003, localitatea are 326 de locuitori (la recensământul din 1991 erau 313 locuitori).

## Demografie
În satul Đurići locuiesc 259 de persoane adulte, iar vârsta medie a populației este de 41,0 de ani (39,8 la bărbați și 42,0 la femei). În localitate sunt 110 gospodării, iar numărul mediu de membri în gospodărie este de 2,96.
Populația localității este foarte eterogenă.
|  |

| Demografie | Demografie | Demografie |
| An         | Locuitori  | Locuitori  |
| ---------- | ---------- | ---------- |
|            |            |            |
|            |            |            |
|            |            |            |
|            |            |            |
| 1948       | 209        |            |
| 1953       | 249        |            |
| 1961       | 305        |            |
| 1971       | 327        |            |
| 1981       | 312        |            |
| 1991       | 313        | 304        |
| 2003       | 351        | 326        |

| \| Componența etnică conform recensământului din 2003[2] \| Componența etnică conform recensământului din 2003[2] \| Componența etnică conform recensământului din 2003[2] \| Componența etnică conform recensământului din 2003[2] \| Componența etnică conform recensământului din 2003[2] \| \| ----------------------------------------------------- \| ----------------------------------------------------- \| ----------------------------------------------------- \| ----------------------------------------------------- \| ----------------------------------------------------- \| \| \| \| \| \| \| \| Sârbi \| Sârbi \| \| 119 \| 36,5% \| \| Muntenegreni \| Muntenegreni \| \| 46 \| 14,11% \| \| Croați \| Croați \| \| 46 \| 14,11% \| \| Iugoslavi \| Iugoslavi \| \| 9 \| 2,76% \| \| Albanezi \| Albanezi \| \| 5 \| 1,53% \| \| Musulmani \| Musulmani \| \| 4 \| 1,22% \| \| Macedoneni \| Macedoneni \| \| 1 \| 0,3% \| \| necunoscută \| necunoscută \| \| 0 \| 0% \| |              |  |     |        |
| Componența etnică conform recensământului din 2003 |              |  |     |        |
| |              |  |     |        |
| Sârbi | Sârbi        |  | 119 | 36,5%  |
| Muntenegreni | Muntenegreni |  | 46  | 14,11% |
| Croați | Croați       |  | 46  | 14,11% |
| Iugoslavi | Iugoslavi    |  | 9   | 2,76%  |
| Albanezi | Albanezi     |  | 5   | 1,53%  |
| Musulmani | Musulmani    |  | 4   | 1,22%  |
| Macedoneni | Macedoneni   |  | 1   | 0,3%   |
| necunoscută | necunoscută  |  | 0   | 0%     |